# Prismas de Palomar
Los prismas de Palomar son una técnica de rehabilitación en el área de la hemianopsia homónima que ayuda a las personas que padecen esta patología  a restituir el campo visual facilitándoles la localización espacial.
La hemianopsia homónima provoca la pérdida absoluta o parcial de la visión en las mitades derechas o izquierdas de los campos visuales de ambos ojos, conservando, frecuentemente, la agudeza visual tanto en visión cercana como lejana. Esta pérdida de campo visual provoca grandes dificultades en la vida diaria y calidad de vida de quien la padece. Los prismas de Palomar son una técnica, junto a los prismas Fresnel y el espejo nasolaterovisor, para mitigar las consecuencias de la enfermedad facilitando al paciente la visión de su campo perdido y ayudándole a su orientación.  
La técnica de los  prismas de e Palomar comenzó a desarrollarse en 1995, consiste en la adaptación de unas barras prismáticas adosadas en banda vertical en ambos ojos y con las bases orientadas hacia el área anópsica. El centrado correcto de los prismas es de extrema importancia para un óptimo resultado. 

## Historia del desarrollo
Los enfermos de hemianopsia homónima sufren de antelaciones importantes en  el desarrollo de su actividad diaria que afectan considerablemente a su calidad de vida. Para mitigar en lo posible esos perjuicios se han desarrollado técnica de rehabilitación que persiguen restituir en lo posible el campo visual perdido y aprender prácticas que le ayuden a solventar los problemas derivados de la enfermedad.
En 1920 Braunschweig desarrolló y probó en varios pacientes unos pequeños prismas, que no pasaban de las ocho dioptrías, que se adosaban en la parte central de las lentes de una gafa. Estos prismas estaban orientados con la base en dirección al área anópsica concluyendo que en una distancia de 5 m se lograba alcanzar un sector de 40 cm del lado anópsico. En 1923 Strevel trató a doce pacientes con este método obteniendo muy buenos resultados. Ese mismo año Wiener experimenta con otro tipo de prismas (triangulares, rectangulares y isósceles) también ubicados en el centro de la lente haciéndolos trabajar como espejos planos que reflejaran la imagen hacia la porción activa de la retina.
En 1929 Young  usa los prismas de Wiener pero desplazados hacia el lado ciego, de tal forma que el paciente tuviera que mirar a través de él cuando miraba hacia ese lado. Estos estudios y experiencias no llegaron a implementarse y hubo un silencio en la literatura científica sobre estos temas de 20 años. En 1949Bell ideó un pequeño espejo oval de 1x2 cm que iba fijado en la porción nasal de la parte interna de las gafas del lado del defecto hemianópsico. El espejo reflejaba el campo visual cegado por la enfermedad en la parte activa de la retina. En 1952 varios oculistas colocaron espejos en la parte externa de las monturas formando un ángulo con la vertical de 60° a 80°.
En 1966 Walsh y Smith desarrollaron unos espejos que ubicados en el exterior de las monturas se pudieran ajustar por el paciente.
En 1967 Palomar Petit desarrolló y propuso  una nueva técnica consistente en adosar unos primas en  banda vertical en ambas lentes con las bases orientadas hacía el área onópsica y desplazados unos 1,5 mm del centro. Estos prismas tenían entre 15 y 20 dioptrías para la visión lejana y de 8 a 15 para la cercana. En 1969 Walhs y Hoyt, con un cierto escepticismos por no lograr siempre resultados positivos,  recomendaron el procedimiento de los espejillo de Bell.
En 1970 Mintz idea un espejo plano que iba montado en un clip que permitía ponerlo y ajustarlo en la parte externa de la zona nasal de la montura de la gafa. Ya en 1982 Smith, Weine y Lucero proponen usar prismas fresnel pegados en las lentes, de tal forma que si se sufría hemianopsia homónima izquierda se colocaba el prisma con base externa en la miad temporal del cristal izquierdo recortando en el centro un pequeño trozo a fin de  prevenir la  diplopía, consiguiendo ampliar en unos 15º el campo visual.
Entre 1979 y 1982 Palomar Petit obtiene buenos resultados en la rehabilitación de la hemianopsias homónimas con la técnica de los prismas de Palomar. En 1983 Woo y Mandelman realizan pruebas con primas fresnel deduciendo que la posición de los prismas es muy importante para la obtención de buenos resultados. En 1985 Palomar Mascaró realiza una recopilación de todo lo aportado hasta la fecha.
En 1986 Nooney Jr. desarrolla la técnica del espejo colocado en la parte nasal del lado afectado consiguiendo significativos avances. Hedges, Stunkard y Twer realizan en 1988 el desarrollo del uso de prismas fresnel que definen como una técnica económica y simple.  En 1990 Rossi, Kehfets y Reding  consideran que los prismas fresnel de plástico adhesible son la mejor ayuda. usan prismas de 15 diotrias en ambos lados recortados para amoldarlos a las gafas del paciente (cada prisma se recorta en forma de medio círculo y se sitúa sobre el medio campo  afectado con la base del prisma hacia el lado hemianóptico.
En 1991 Perlin y Dziadukl usan fresneles de alta graduación para desplazar la imagen  periférica hacia la línea media, quedando muy satisfechos con los resultados. En 1992 Wsiss y Cohen vuelven a la utilización de espejos y en 1994 Palomar Macaró realiza un estudio de las técnicas optométricas par ala rehabilitación de las hemianopsias homónimas completas en un amplio número de casos donde se destaca la utilidad de los prismas de banda y la importancia del programa de ejercicios de adaptación.
En 1996 Huber experimenta con un espejo por delante y con prismas fresner pegados en un único ojo y en el año 2001 Peli experimenta con prismas ubicados en la parte superior e inferior de la montura.

### Técnicas utilizadas
En la historia de la investigación para la rehabilitación de la hemianopsias homónimas completas  se han utilizado las siguientes técnicas:
- Espejo nasolaterovisor posterior.
- Espejo nasolaterovisor anterior.
- Prisma  Fresnel.
- Prisma de Palomar.

Se deben realizar rehabilitaciones para la visión lejana, la visión próxima y para ambas. Se realizan ejercicios para la adaptación a la nueva forma de percepción de las imágenes que se reciben en cada ojo así como prácticas que facilitan los quehaceres diarios como la lectura.
Las incapacidades visuales creadas por las hemianopsias homónimas laterales completas, principalmente cuando se conserva una buena agudeza visual, se pueden paliar mediante tratamiento optométrico tanto para visión lejana como próxima. Se obtienen buenos resultados con espejos nasolaterovisores pero aun mejores con los prismas de adosados en bandas. Se llega a conseguir que el paciente pueda deambular sin ayuda, pueda ver la televisión con la pantalla completa, interpretar el reloj, leer, escribir y dibujar.